# Cinema Nuovo Sacher
Il Cinema Nuovo Sacher è una sala cinematografica di Roma, situato nel rione Trastevere.

## Storia
L'edificio è stato progettato dall'architetto Ettore Rossi e costruito tra il 1936 ed il 1938 nei pressi di Porta Portese, a ridosso delle Mura gianicolensi, come dopolavoro dei dipendenti dei monopoli di Stato.
Dopo la seconda guerra mondiale diviene un teatro di varietà, dove si proiettano anche film. Successivamente viene usato solo come sala cinematografica, con il nome di Cinema Teatro Arena Nuovo.
Per tutti gli anni sessanta e settanta il cinema rimane all'interno del circuito delle seconde visioni, per poi diventare un cinema di prima visione nel decennio successivo.
Nell'ottobre 1991 il cinema, chiuso da un paio d'anni, viene acquistato dalla Sacher Film, casa di produzione cinematografica di Nanni Moretti e Angelo Barbagallo con il progetto di rilanciare la sala con una programmazione di qualità basata su film d'autore.

## Il cinema oggi
Attualmente il cinema, monosala con 362 posti, propone film internazionali selezionati dai migliori festival cinematografici, opere di autori indipendenti e/o emergenti, grandi autori poco conosciuti in Italia, opere straniere, film in lingua originale nonché attività culturali legate al mondo del cinema.
Il cinema Nuovo Sacher resta aperto anche durante i mesi estivi: nell'attigua arena esterna, costruita a forma di teatro, si proiettano una selezione dei migliori film della stagione precedente.
Dal 2002 il cinema organizza la rassegna Bimbi Belli nella quale vengono proiettate le migliori opere d'esordio italiane della stagione precedente.
Al suo interno è presente un bar.